# Dieter Aschenborn
Dieter Aschenborn (Okahandja, 15 de noviembre de 1915- Windhoek, septiembre de 2002) fue un pintor namibio-sudafricano  es hijo del también pintor de animales Hans Aschenborn y padre del también pintor de animales Uli Aschenborn.

## Biografía
Con seis años, se mudó con su familia de Namibia (por aquel entonces África del Sudoeste) a Stellenbosch en Sudáfrica y poco después a Kiel, Alemania. Más tarde, regresó a Sudáfrica para trabajar en una granja. Fue capturado en la Segunda Guerra Mundial y al acabarse el conflicto se hizo guardián del parque nacional Etosha hasta 1952. Allí desarrolló sus cualidades artísticas como pintor faunístico y más tarde se mudó a Windhoek donde pudo vivir de su arte: diversos tipos de pinturas, relieves de maderas y esculturas de animales.